# Tektorialmembran

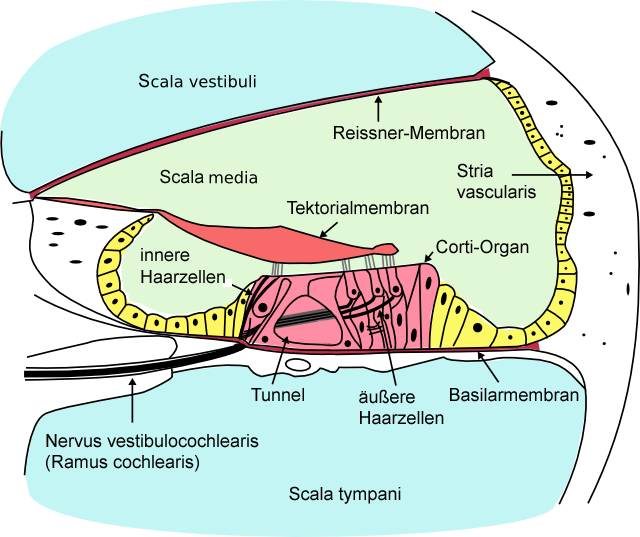
Schnitt durch die Hörschnecke: Aufbau des Corti-Organs, Tektorialmembran rot dargestellt.

Die Tektorialmembran (Membrana tectoria oder auch Deckmembran) ist eine gallertige Deckschicht innerhalb der Hörschnecke. Sie ist am Spiralsaum (Limbus spiralis) des Corti-Organs befestigt und bedeckt dieses. Die Tektorialmembran besteht aus Kollagenfibrillen (insbesondere Typ II, außerdem V, IX und XI) und amorpher Grundsubstanz, enthält aber keine Zellen. In die Tektorialmembran ragen die Sinneshärchen (Stereovilli) der äußeren Haarzellen.
Die Tektorialmembran spielt eine wichtige Rolle bei der Umwandlung mechanischer Schwingungen in Nervenimpulse (Transduktion). Bei Schwingungen der Trennwand des Corti-Organs kommt es zu einer Scherbewegung der Stereovilli der äußeren Haarzellen und durch hydrodynamische Kopplung auch der der inneren Haarzellen.